# Merismodes bresadolae
Merismodes bresadolae är en svampart som först beskrevs av Grelet, och fick sitt nu gällande namn av Rolf Singer 1975. Merismodes bresadolae ingår i släktet Merismodes och familjen Niaceae.   Inga underarter finns listade i Catalogue of Life.
I den svenska databasen Dyntaxa används istället namnet Merismodes granulosa för samma taxon.  Arten är reproducerande i Sverige.